# محمد السيد عيد
محمد السيد عيد (12 نوفمبر 1947) كاتب وسيناريست ومفكر مصري، ولد في الإسكندرية، قدم أعمالًا عديدة في الإذاعة والتلفزيون.

## الدراسة
- ليسانس آداب قسم الدراسات الفلسفية والاجتماعية، جامعة الإسكندرية 1969.
- دبلوم الدراسات العليا الإسلامية 1974
- الخدمة الوطنية: أحد مقاتلي حرب أكتوبر

## المناصب التي تقلدها
وكيل أول وزارة الثقافة (نائب رئيس الهيئة العامة لقصور الثقافة) /سابقاً

## عضوية النقابات
- نائب رئيس اتحاد الكتاب / سابقا
- عضو نقابة المهن السينمائية

## الأعمال الإذاعية

### المسلسلات المكتوبة للإذاعة المصرية
- مقدمة بن خلدون من إخراج مدحت زكي.
- الخطط المقريزية من إخراج مدحت زكي.
- نحن العرب علمنا العالم ( جزءان )
  - الجزء الأول : ابن سينا
  - الجزء الثاني : أبو الريحان البيروني من إخراج مدحت زكي.
- واشتعلت النيران من إخراج مدحت زكي.
- بدائع الزهور في وقائع الدهور من إخراج عبده دياب
- الشمس لماتضحك إخراج عبده دياب
- الزيني بركات (عن رواية جمال الغيطاني) من إخراج علي محمود
- بريق في السحاب (عن رواية ثروت أباظة) من 	إخراج علي محمود
- شاطيء الخريف من إخراج محمد مشعل.
- زمن العطش من إخراج باهر النحال.
- صفحات مصرية من إخراج ايمان فرغلي
- يوسف بن تاشفين من 	إخراج كامل عبد المجيد
- الشهاب مسلسل من زمن المماليك من إخراج عصام لطفي
- ليالي ألف ليلة (عن رواية نجيب محفوظ) من إخراج محمد متولي عوض
- أشجار الحب من 	إخراج أحمد علام
- حكايات بهية (عن ثلاثية نجيب سرور) من إخراج أحمد علام
- لن أعيش في جلباب أبي ( عن رواية إحسان عبد القدوس ) من 	إخراج / أحمد علام
- حقي برقبتي من إخراج / حسين الصعيدي
- أقربهم مودة من إخراج علي حسن
- عماد الدين زنكي من إخراج أمجد أبو طالب
- زهرة المدائن من إخراج سمير زين
- لبيك اللهم لبياك من إخراج سمير زين
- حكيم مصر من إخراج ناهد الطحان
- الإمام محمد عبده من إخراج تامر شحاته
- سلسلة نجم في سماء الزمان(عدة أجزاء)من إخراج سمير زين و تضم:
  - ابن رشد
  - الغزالي
  - المقريزي
  - ابن تغرى بردي
  - ابن حجر العسقلاني
  - جلال الدين السيوطي
  - الظاهر بيبرس
  - قراقوش
  - عبد اللطيف البغدادي
  - لسان الدين بن الخطيب
- قناة السويس شريان من قلب مصر

### السهرات
اولاً:مجموعة من السهرات لعدة مؤلفين سميت «سهرات عربية»، شارك في إخراجها عدد كبير من مخرجي الإذاعة، منها :
- رحلة ابن فطومة لنجيب محفوظ / 	مصر
- المصابيح الزرق لحنا مينا / 	سوريا
- الحوات والقصر 	لالطاهر وطار / 	الجزائر
- كانت المدن ملونه لرجاء نعمه / 	لبنان

ثانياً :عدد من السهرات الأخرى مؤلفة، منها:
- انتحار كمبيوتر من 	إخراج إسلام فارس
- رمسيس الأبهة من إخراج أحمد حجازي
- درس خصوصي جداً من إخراج عبد المنعم عبد الكريم
- نعيمة وحسن من 	إخراج عبد المنعم عبد الكريم
- حضرة المدير العام من 	إخراج عبد المنعم عبد الكريم
- نغم لايموت من إخراج / إسلام فارس

### أعمال أخرى
-	من أهمها :
- سباعية الصقر (عن حرب أكتوبر)		من إخراج أحمد حجازي
- سباعية هذه السمراء في دمي ( حول العلاقات بين مصر والسودان )	من إخراج مدحت زكي
- من المسرح العالمي (مجموعة سهرات) من إخراج كامل عبد المجيد

### البرامج الخاصة
-	عشرات البرامج الخاصة، ، منها :
- أحمد بهاء الدين
- التحدى ( قصة بناء السد العالي )
- زكي نجيب محمود
- إحسان عبد القدوس
- فكرى أباظة
- المنفلوطي
- صلاح عبد الصبور
- عبد الرحمن الشرقاوى كاتباً مسرحياً
- محاكمة صلاح عبد الصبور
- أبطال أمام القضاء ( حلقات مختلفة )
- جمال حمدان
- محمد زكي عبد القادر / سيرة حياة وطن
- التلوث
- البحث عن التوازن ( عن التوازن البيئي )
- أحياء عند ربهم ( عن الاستشهاد في الإسلام )
- الشيطان الأحمر يعلن اعتزاله ( قصة التنوير في مصر )

### برامج يوميه
- بكره يبتدي النهارده( 1979- 1984)و

( 2011- 2012)

### أعمال للإذاعات العربية
أكثر من اربعين مسلسلاً للإذاعات العربية منها:
- محمد بن القاسم 	إخراج/أحمد مساعد
- الشهيد نور الدين محمود 	إخراج/فيصل المسفر
- الوقف خير لاينقطع ( 3أجزاء) 	إخراج/فيصل المسفر
- أبو الفرج الأصفهاني 	إخراج/علي عيسي
- جمال الدين بن نباتة 	إخراج/علي عيسي
- عنترة إخراج/علي عيسي
- المجددون في الإسلام 	إخراج/محمد مشعل
- هكذا تخيلوا المستقبل 	إخراج/محمد مشعل
- مؤرخو الإسلام 	إخراج/محمد المساح
- قصة الحديث النبوي 	إخراج/محمد المساح
- لو لم ينفذ القدر 	إخراج/محمد المساح
- المسلمون والبحر 	إخراج/مدحت زكي

### جوائز إذاعية
- جائزة الدولة التشجيعيه من 	وزارة الثقافة	1997 عن 	سباعية الصقر
- أحسن مسلسل للإذاعة المصرية	1984 عن مسلسل 	الخطط المقريزية
- أحسن برنامج خاص من 	اتحاد الإذاعات الإسلامية	1986 عن برنامج 	احياء عند ربهم
- أحسن برنامج خاص ( إذاعة الكويت ) 	مهرجان القاهرة للإذاعة والتلفزيون 	2001 عن برنامج 	القدس عربية إسلامية
- أحسن برنامج خاص من أتحاد الإذاعات العربية	2009 عن القدس عربية
- أحسن برنامج خاص من 	مهرجان القاهرة 2010 	عن برنامج شاهد علي التاريخ
- أحسن مسلسل في رمضان 2012 من 	صحيفة الأهرام عن مسلسل 	الإمام محمد عبده

### خبرات إذاعية أخرى
- محاضر لمادة التأليف الإذاعي بمعهد الإذاعة والتلفزيون وبعض الإذاعات العربية
- محاضر في دورات تعليم فن الكتابة الإذاعية وفن كتابة السيناريو باتحاد الكتاب
- تدريس مادة الكتابة للإذاعة والتلفزيون بأكاديمية أخبار اليوم

### كتب عن أعمال إذاعية
- زهرة المدائن ( دراما إذاعية وثائقية عن مدينة القدس )من خلال الاحتفال بالقدس عاصمة للثقافة العربية / دمشق / 2009

( وهو نص المسلسل الذي قدمته الإذاعة المصرية من إخراج سمير زين )

## أعمال تلفزيونية
- الزيني بركات.	إخراج / يحي العلمي
- زمن العطش.إخراج / علية ياسين
- الشهاب مسلسل من زمن المماليك.	إخراج / أحمد خضر
- قاسم أمين.[3] إخراج: إنعام محمد علي
- شاطيء الخريف.إخراج / علية ياسين
- علي مبارك.إخراج / وفيق وجدى
- مشرفة رجل من هذا الزمان	.ي	إخراج / إنعام محمد علي
- الإمام الغزالي.[4] إخراج: إبراهيم الشوادي
- الأميرة ذات الهمة	.إخراج/ 	إبراهيم الشوادي
- طلعت حرب	.إخراج/نعام محمد علي
- محمد بن القاسم
- ابن رشد

### جوائز تلفزيونية
- أحسن كاتب سيناريو من 	مهرجان القاهرة للإذاعة والتلفزيون 1996 عن مسلسل 	الزيني بركات
- أحسن كاتب سيناريو 2003 عن مسلسل 	قاسم أمين
- الجائزة الفضيه لأحسن مسلسل			عن مسلس الشهاب
- جائزة المجلس القومي لحقوق الإنسان 2011 عن مسلسل مشرفة
- الجائزة الفضية لأحسن مسلسل عن مسلسل مشرفة من 	مهرجان الخليج 2012
- الجائزة الذهبية لأحسن مسلسل سيرة من 	مونديال الإذاعة والتلفزيون 2012 عن مسلسل مشرفة
- الجائزة الفضية من 	اتحاد الإذاعات العربية بتونس	2012 عن مسلسل 	مشرفة
- جائزة حقوق الإنسان من 	المجلس القومي لحقوق الإنسان 2012 عن مسلسل 	مشرفة
- الجائزة البرونزية من 	اتحاد الإذاعات العربية بتونس	2012 عن مسلسل 	الإمام الغزالي

### كتب تلفزيونية
- كيف تكتب السيناريو
- سيناريو مسلسل قاسم امين
- كتابة السيناريو بين النظرية والتطبيقات
- سيناريو مسلسل الزيني بركات
- سيناريو مسلسل مشرفة

## أعمال مسرحية

### كتب نقدية
م	الكتاب	الناشر	السنة	الطبعات
- التراث في مسرح صلاح عبد الصبور طبعه اولي 1984
- التراث في مسرح نجيب سرور الشعرى 	طبعه اولي 1989
- التراث في مسرح عبد الرحمن الشرقاوى طبعة أولي 1995
- دراسات في المسرح المعاصر طلعة أولي 1991

### تحقيق لمسرحيات
- مسرحية الكلمات المتقاطعة لنجيب سرور
- مسرحية عقيلة لبيرم التونسي
- أوبريت شهرزاد من إعداد عزيز عيد و من أشعار بيرم التونسي

### نصوص مسرحية
- موكب النور

### ترجمات مسرحية
- انتقام صياد ( أوبرا صينية مجهولة المؤلف / مع دراسة عن أوبرا بكين ) صحيفة مسرحنا العدد (6)	20/8/2007
- سيد البيت تأليف ستانلي هاوتون 	صحيفة مسرحنا عدد( 125)	30/11/2009

### مقالات ودراسات
عشرات الدراسات والمقالات بمجلات : السينما والمسرح، الفنون، المسرح، الثقافة الجديدة، صحيفة مسرحنا

### جمع وتقديم
- الاحتفالية في المسرح العربي / 1994

## أعمال أخرى

### دراسات وكتب نقدية
- أحمد أمين ناقداً أدبياً 1994
- رائحة اليود .. موجات من القص السكندرى 1999
- فن السيرة 2013 (الإمارات)

### كتب أطفال
- رحله الي الواحات (القاهرة 1998)
- زرعنا شجرة 	(القاهرة 1998)
- كلمة للصباح 	(القاهرة 1998)
- طابور الصباح (	القاهرة 1998)
- سمسار العجايب (	القاهرة 1998)

وقد تم تحويل هذه القصص إلي مسلسل تلفزيوني للأطفال من إنتاج شركة صوت القاهرة سيناريو وحوار محمد رشاد إخراج شيرين قاسم

### كتب تاريخية
- مختصر الخطط المقريزية (	القاهرة 2007)
- مختصر اتعاظ الحنفا للمقريزي
- مصر التي في خاطري (القاهرة 2010)
- الوحدة الوطنية إبداع مصري (2013)

### كتب للشباب
- مصطفي كامل (القاهرة 2007 طبعه اولي)
- علي مبارك (القاهرة 2008 طبعه اولي)
- إبراهيم باشا (القاهرة 2009	طبعه اولي)

### كتب أخرى
- معجم أدباء مصر في الأقاليم (القاهرة 1999)
- بيرم التونسي في ذكراه المئوية ( بالاشتراك) 	(القاهرة 1993)
- توفيق الحكيم الأديب المفكر الإنسان ( بالاشتراك )(القاهرة 1988)